# Socha svatého Františka Xaverského (Zboží)
Socha svatého Františka Xaverského ve Zboží, části města Dvůr Králové nad Labem v okrese Trutnov. Barokní socha, vytvořená kolem roku 1730, je chráněna jako kulturní památka, Národní památkový ústav tuto sochu uvádí v katalogu památek pod rejstříkovým číslem 27212/6-3762.

## Popis
Materiálem sochy je světlý jemnozrnný pískovec. Za autora sochy je považován významný sochař Jiří František Pacák. Světec je ztvárněn jako prostovlasý muž v kněžském rouchu. Socha byla zrestaurována v roce 2012 akademickým sochařem Karlem Krátkým, zásluhou řádu sv. Huberta z Kuksu.

## Umístění
Socha sv. Františka Xaverského z roku 1730 je situována severně od žirečského mlýna po levé straně cesty na Zboží již na katastru Zboží. Podle legendy střežila jezuitské panství v Žirči proti Šporkovu Kuksu, kterého jezuité považovali za kacíře. Světec máchal krucifixem směrem proti Kuksu.